# 瑞德福大學
瑞德福大學（Radford University），或譯拉德福大學，是位於美國弗吉尼亞州拉德福的一所公立大學，2015年《美國新聞與世界報道》將其列在“南部地區大學”中的第34位。 該大學創立於1910年，最早是一所女子學院，提供教師培訓。1979年正式成為大學，並改現名。

## 外部連結
- Radford University official website （页面存档备份，存于）
- Radford University Highlanders athletics website （页面存档备份，存于）

37°08′18″N 80°33′04″W / 37.138274°N 80.551222°W